# Référendum constitutionnel français d'octobre 1946
Le référendum constitutionnel français d'octobre 1946 a lieu le 13 octobre 1946 en France afin de proposer à la population l'adoption d'une nouvelle constitution. Le projet est adopté par un peu plus de 53 % des votants, menant à l'établissement de la Quatrième République.

## Contexte
Le 21 octobre 1945, les Français décident par référendum de mettre fin à la Troisième république en votant la mise en place d'une assemblée constituante. Cette dernière est élue le même jour et vote le 17 avril 1946 un projet de constitution soumis au vote populaire.
La population rejette cependant le projet à une majorité d'un peu plus de 52 % des votants. Conformément à la loi constitutionnelle transitoire de 1945, une nouvelle assemblée constituante est élue, le 2 juin 1946. Cette dernière rédige un nouveau projet qui est lui aussi soumis à référendum.

## Contenu
Le nouveau projet de constitution conserve notamment le bicaméralisme, dont la suppression était proposée dans le précédent projet.

## Résultats
| Choix                  | Votes      | %     |
| ---------------------- | ---------- | ----- |
| Pour                   | 9 297 470  | 53,24 |
| Contre                 | 8 165 459  | 46,76 |
|                        |            |       |
| Votes valides          | 17 462 929 | 98,15 |
| Votes blancs et nuls   | 329 079    | 1,85  |
| Total                  | 17 792 008 | 100   |
| Abstention             | 8 519 835  | 32,38 |
| Inscrits/Participation | 26 311 643 | 67,62 |

Approuvez-vous la Constitution adoptée par l'Assemblée Nationale Constituante ?
| Pour 9 297 470 (53,24 %) |  |  | Contre 8 165 459 (46.76 %) |
| ▲                        |  |  |                            |
| Majorité absolue         |  |  |                            |

## Conséquences
La population approuve le projet à une majorité d'un peu plus de 53 % des votants. La constitution est promulguée le 27 octobre suivant, instaurant ainsi la Quatrième République.